# Amphoe Don Mot Daeng
Amphoe Don Mot Daeng (Thai: อำเภอ ดอนมดแดง) ist ein Landkreis (Amphoe – Verwaltungs-Distrikt) in der Provinz Ubon Ratchathani. Die Provinz Ubon Ratchathani liegt in der Nordostregion Thailands, dem so genannten Isan.

## Etymologie
Der Name Don Mot Daeng („Trockenes Land der Roten Ameisen“) stammt von der gleichnamigen Insel im Mae Nam Mun (Mun-Fluss).

## Geographie
Benachbarte Landkreise (von Osten im Uhrzeigersinn): die Amphoe Tan Sum, Sawang Wirawong, Mueang Ubon Ratchathani, Lao Suea Kok und Trakan Phuet Phon der Provinz Ubon Ratchathani.
Die wichtigsten Wasser-Ressourcen des Kreises sind der Mae Nam Mun und der Lam Se Bok (ลำเซบก).

## Geschichte
Der Landkreis wurde am 1. April 1991 zunächst als „Zweigkreis“  (King Amphoe) eingerichtet, indem das Gebiet vom Amphoe Mueang Ubon Ratchathani abgetrennt wurde.
Am 5. Dezember 1996 bekam Don Mot Daeng den vollen Amphoe-Status.

## Verwaltungseinheiten
Provinzverwaltung
Der Landkreis Don Mot Daeng ist in vier Tambon („Unterbezirke“ oder „Gemeinden“) eingeteilt, die sich weiter in 47 Muban („Dörfer“) unterteilen.
| Nr. | Name          | Thai     | Muban | Einw. |
| --- | ------------- | -------- | ----- | ----- |
| 1.  | Don Mot Daeng | ดอนมดแดง | 14    | 8.834 |
| 2.  | Lao Daeng     | เหล่าแดง  | 13    | 7.226 |
| 3.  | Tha Mueang    | ท่าเมือง   | 10    | 6.131 |
| 4.  | Kham Hai Yai  | คำไฮใหญ่  | 10    | 4.794 |

Lokalverwaltung
Es gibt vier „Tambon-Verwaltungsorganisationen“ (องค์การบริหารส่วนตำบล – Tambon Administrative Organizations, TAO) im Landkreis:
- Don Mot Daeng (Thai: องค์การบริหารส่วนตำบลดอนมดแดง)
- Lao Daeng (Thai: องค์การบริหารส่วนตำบลเหล่าแดง)
- Tha Mueang (Thai: องค์การบริหารส่วนตำบลท่าเมือง)
- Kham Hai Yai (Thai: องค์การบริหารส่วนตำบลคำไฮใหญ่)